# 클린 (2004년 영화)
《클린》(Clean)은 미국에서 제작된 올리비에 아사야스 감독의 2004년 드라마 영화이다. 장만옥 등이 주연으로 출연하였고 에도우아드 웨일 등이 제작에 참여하였다.

## 출연

### 주연
- 장만옥
- 닉 놀테

### 조연
- 베아트리스 달
- 잔느 발리바
- 돈 맥켈러
- 마샤 헨리
- 제임스 존스톤
- 제임스 데니스
- 레미 마틴
- 래티티아 스피가렐리

## 기타
- 배역: 샤힌 베이그
- 배역: 안토니에트 불라